# Leptaxis wollastoni
Leptaxis wollastoni é uma espécie de gastrópode  da família Helicidae. A espécie é endémica do Ilhéu de Fora (Porto Santo) e do Ilhéu de Fora (Selvagens) .